# Nederlands verzet in de Tweede Wereldoorlog

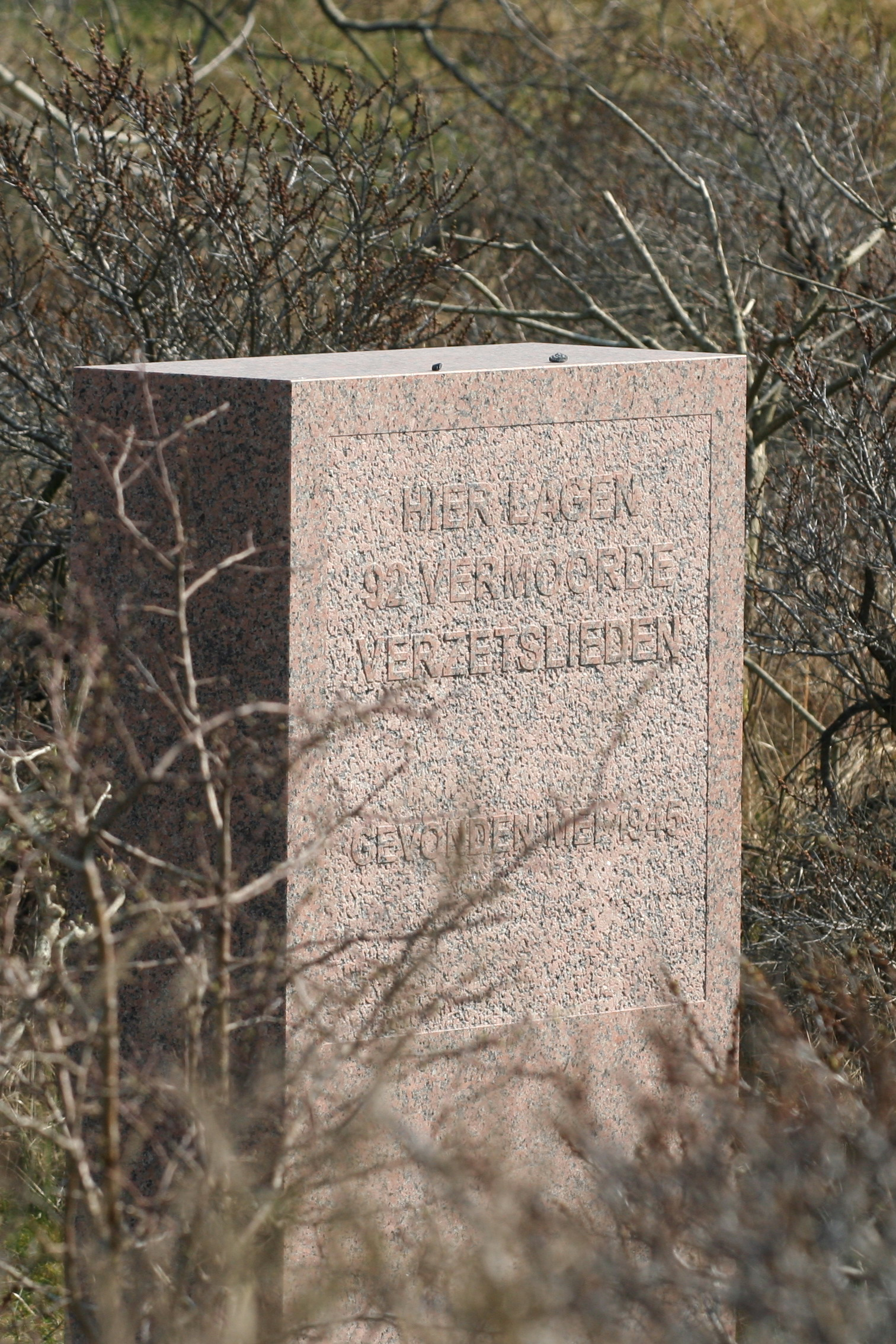
Herdenkingssteen in Kennemerduinen waar de lichamen van 92 vermoorde verzetslieden zijn gevonden

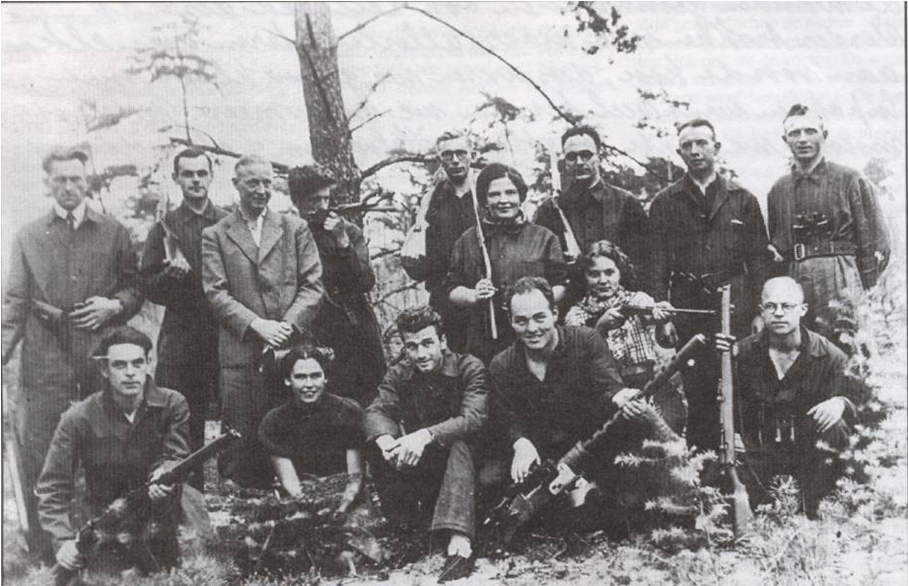
Een lokale verzetsgroep van Dalfsen in september 1944 (vooraan rechts Jan Houtman)

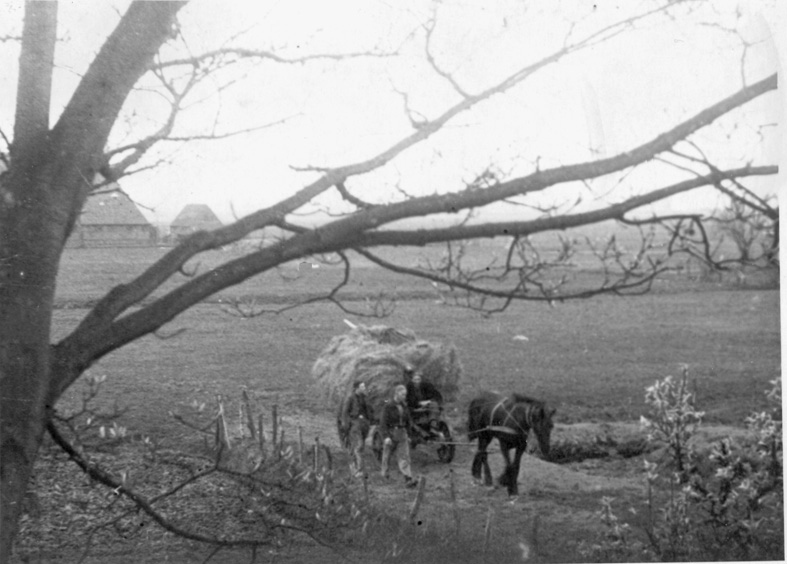
Het smokkelen van wapens, verborgen onder een laag hooi, uitgevoerd door Jan Kruis en Anne Wind op 13 april 1945

Het Nederlands verzet in de Tweede Wereldoorlog is de verzamelnaam voor alle personen en groepen die tijdens de Tweede Wereldoorlog weerstand boden aan de Duitse bezetting van Nederland (1940-1945). Het verzet kenmerkte zich in vergelijking met andere bezette landen door relatief weinig gewapend en gewelddadig verzet en een zeer succesvolle onderduik, die leidde tot een grote verzetsorganisatie, de LO (Landelijke Organisatie voor Hulp aan Onderduikers). Uiteindelijk doken volgens het NIOD 350.000 Nederlanders onder (een record in bezet Europa), onder wie meer dan 25.000 Joden.

## Geschiedschrijving van het verzet
De historicus Loe de Jong had een sterke invloed als het ging om de geschiedschrijving van de oorlog en het verzet. Hij was de eerste directeur van het in 1945 opgerichte Rijksinstituut voor Oorlogsdocumentatie (RIOD) en was de auteur van het kolossale werk Het Koninkrijk der Nederlanden in de Tweede Wereldoorlog, waarmee hij een stevige basis legde voor de geschiedschrijving van de oorlog en zijn stempel drukte op de manier waarop anderen over de oorlog en het verzet schreven.
De Jong maakte een verschil tussen verzet en illegaliteit. Verzet had voor hem een bredere inhoud dan het begrip illegaliteit. Verzet definieerde hij als volgt: "Verzet was steeds verzet tegen de bezetter: elk handelen waarmee men trachtte te verhinderen dat deze de doeleinden verwezenlijkte die hij zich gesteld had". Onder die doelen verstond De Jong onder andere de omvorming van Nederland naar een nationaalsocialistische staat, de overname van de Nederlandse economie door de Duitsers en de deportatie van de Nederlandse Joden. Verzet kon bijvoorbeeld bestaan uit het luisteren naar Radio Oranje of het dragen van symbolen, zoals bijvoorbeeld gebeurde op Anjerdag. Bij de illegaliteit ging het volgens hem om acties die door de Duitsers verboden waren en altijd in organisatorisch verband. Onder de illegaliteit rekende De Jong niet de Nederlanders die onderdoken of die hulp boden aan onderduikers.
Volgens L. de Jong zijn er tot september 1944 ongeveer 25.000 illegale werkers geweest die optraden in een vast organisatorisch verband. Niet meegeteld zijn individueel opererende verzetsmensen, onderduikers, huisvesters van onderduikers en overige niet bij een verzetsorganisatie aangesloten helpers van de illegaliteit. Vanaf september 1944 nam het aantal illegale werkers flink toe. Ten tijde van de bevrijding maakten circa 60.000 mensen benoorden de rivieren deel uit van de Binnenlandse Strijdkrachten (BS). Niet al deze 60.000 leden hadden echter ook vóór de bevrijding werkelijk illegaal werk in engere zin verricht. De Jong schat het totaal aantal illegale werkers, zoals door hem gedefinieerd, tijdens de gehele bezettingstijd op circa 45.000. Deze schatting komt neer op 0,5 procent van ongeveer de gemiddelde Nederlandse bevolking in Nederland tijdens de Tweede Wereldoorlog.
Op deze definitie kwam later veel kritiek. Zo vond de historicus Bob de Graaff dat De Jong zich te veel had laten leiden door zijn eigen oorlogsverleden en betrokkenheid bij het verzet. De Nederlandse geschiedschrijving zou er bovendien last van hebben gehad dat het verzet zo klein was. Verder is het debat sterk politiek en moreel geladen geweest met het zoeken met een strikte scheiding tussen goed en fout.
Hans Blom leverde gelijksoortige kritiek op De Jongs benadering. Hij stelde in een oratie in 1983 dat veel geschiedschrijving over de oorlog uitgaat van een zwart-witperspectief waardoor er geen sprake is van objectieve geschiedschrijving en er worden bovendien geen nieuwe inzichten ontwikkeld.
Chris van der Heijden stelde in zijn boek Grijs verleden dat het onderscheid tussen verzet en illegaliteit gekunsteld was. Zelf maakte hij het onderscheid tussen verzet en verzetjes. Onder verzetjes verstond hij symbolische daden waarmee mensen hun onvrede toonden, maar geen gevaar liepen.
Andere kritiek op De Jongs beschrijving van het verzet kwam in 2015 van een van zijn opvolgers als NIOD-directeur Marjan Schwegman. Doordat hij hulp aan onderduikers niet zag als illegaal werk had hij in standaardwerk ook geen aandacht voor de rol van veel vrouwen die vaak een ondersteunende rol speelden binnen het verzet, en met hem veel historici die schreven over de oorlog. Als de rol van vrouwen al werd beschreven, dan vaak in de rol van koerierster. Alleen de rol van een paar bekende vrouwen die vaak een opzienbarende rol speelden in het gewapend verzet, zoals Hannie Schaft en Truus Menger-Oversteegen, werd vaak verder uitgediept.

## Nederlands-Indisch verzet
Het verzet in Nederland beperkte zich niet alleen tot deelname van ingezetenen van Nederland, maar ook door inzet van in Nederland in de jaren 1940-1945 verblijvende Indische Nederlanders en leden uit de inheemse bevolking van de voormalige Nederlandse kolonie.
Ten grondslag aan de deelname in het verzet lag de discriminatie jegens hen in Nederland, die zich uitte in een bewijsdrang om beter te willen zijn dan de gemiddelde Nederlander, en bovendien waren zij avontuurlijker ingesteld. Het betrof zowel de totoks als de Indo’s en een aantal Nederlands gezinden uit de inheemse bevolkingsgroepen van Nederlands-Indië. Een aantal was in Nederland op verlof of terug om weer terug te keren, maar het merendeel bestond uit studenten. Zo sloten velen zich aan bij verzetsgroepen of gaven zich op als Engelandvaarder, rond 11%; van de 900 uit Nederland afkomstige RAF-personeelsleden, waren er 207 geboren in Nederlands-Indië. 100 inheemsen uit Nederlands-Indië die een studie in Nederland volgden, werden actief in het verzet. Tot de verzetsgroep rond Gerrit van der Veen behoorden veel uit Nederlands-Indië afkomstige leden en ook zij die banden met Nederlands-Indië hadden, zoals de daar geboren Erik Hazelhoff Roelfzema. Andere verzetsstrijders waren onder andere: Evy Poetiray, inheems ingezetene van Nederlands-Indië, was betrokken bij het drukken en verspreiden van illegaal drukwerk, zoals de Waarheid en Vrij Nederland; Rudy Jansz, van Nederlands-Indische afkomst, vervalste persoonsbewijzen, hielp mensen aan onderduikadressen, zette een knokploeg en een spionageploeg op; Rachmed Koesoemobroto, inheems ingezetene van Nederlands-Indië, ving Joodse kinderen op en bood hen onderdak op onderduikadressen. De inheemse studenten waren verenigd in de tijdens het interbellum opgerichte Perhimpoenan Indonesia.

## Fasen in het verzet

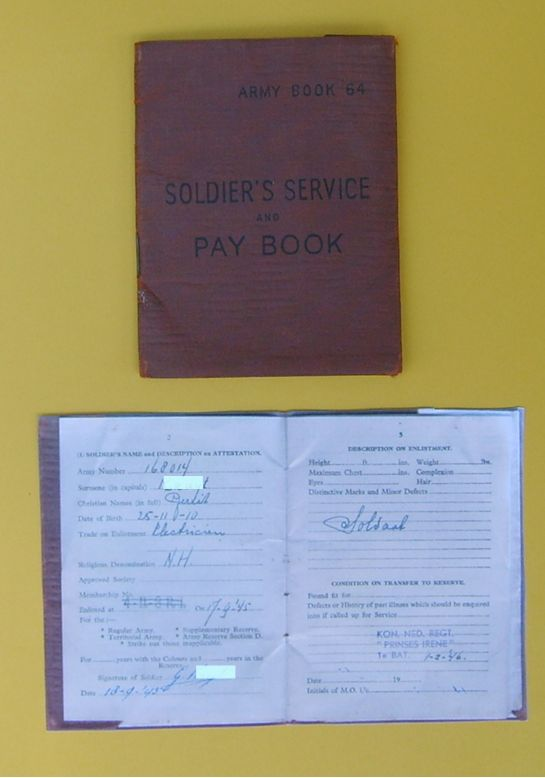
Na de Duitse capitulatie werden, althans in de Alblasserwaard, leden van de Landelijke Knokploegen die actief waren geweest in het verzet, opgenomen in de Prinses Irene Brigade

In het eerste oorlogsjaar (mei 1940-februari 1941) heerste vrij algemeen het idee dat het met de Duitse bezetting wel enigszins mee zou vallen. Die indruk werd zeker gestimuleerd door de strategie van Seyss-Inquart om Nederland door middel van een 'massage-politiek' geleidelijk rijp te maken voor de nationaalsocialistische ideologie en opname in een Groot-Duits Rijk of een Groot-Germaans Rijk. Dit idee bestond echter het minst bij de groep van ongeveer 15.000 Joodse vluchtelingen uit Duitsland.
Er werd na de capitulatie mondjesmaat actief verzet geboden, laat staan gewelddadig. Er waren mensen die al voor de oorlog besloten hadden niets met totalitaire denkbeelden te maken te willen hebben, van links noch van rechts; de CPN, vrijwel meteen door de Duitsers verboden, riep haar leden op tot actief verzet; in de krantenwereld zagen velen zich genoodzaakt ondergronds te gaan vanwege de censuur die meteen werd ingesteld. Ook veel uit krijgsgevangenschap terugkerende militairen hielden het been stijf.
De enige twee organisaties die onmiddellijk na de Duitse bezetting het ondergrondse verzet gingen organiseren waren de communisten in de CPN en de RSAP onder leiding van Henk Sneevliet. De CPN had al op 15 mei 1940 in het partijgebouw Parlando op het Frederiksplein in Amsterdam een vergadering van de partijleiding waar besloten werd om een ondergrondse organisatie van 2000 personen op te bouwen. Bij de opbouw werd gebruikgemaakt van adviezen van illegale communistische vluchtelingen uit Duitsland. Ze hebben zich van begin af aan verzet tegen de anti-Joodse maatregelen. Een flink aantal leden was van joodse oorsprong. Ook de nieuw verkozen leider voor de ondergrondse CPN Paul de Groot had een joodse achtergrond.
Al direct na de Duitse machtsovername waren er ook niet-communisten die zich opmaakten om weerstand te bieden. De eerste van hen was Bernardus IJzerdraat. Met kettingbrieven en pamfletten werden de burgers opgeroepen het Duitse bewind niet te erkennen. Hier en daar werden plannen gesmeed om tot actie over te gaan. Uit krijgsgevangenschap teruggekeerde militairen namen met elkaar contact op.
De methoden van deze eerste verzetsgroepen waren vaak nogal primitief - vrijwel niemand had enige ervaring. Groepen als de Geuzen en de Oranjewacht werden opgerold voordat ze actie hadden kunnen ondernemen; velen werden ter dood veroordeeld. Pas toen bleek dat de bezetter iedere vorm van protest of verzetsactie met harde hand vervolgde, werd men voorzichtiger en gingen sommigen ondergronds. Het fusilleren van achttien gevangenen (waaronder Bernardus IJzerdraat) op 13 maart 1941 was een grote schok, ook omdat hun vergrijpen niet verder waren gegaan dan kleine sabotagedaden, en geen Duitse slachtoffers hadden gekost. Tegelijk bracht het ook meer mensen in het geweer. Tijdens de oorlog zijn in totaal ruim 3000 Nederlanders gefusilleerd, bijna allemaal verzetsmensen. Slechts enkele groepen als de Oranje Vrijbuiters, CS-6, de Groep Albrecht en de groep-Dobbe hielden het langer vol. Ook het zogeheten Militair Comité van de CPN bleef actief ondanks zware vervolging.
Na de Februaristaking van 1941 en vooral na de April-meistaking van 1943 werd het verzet intensiever. Echter tot aan de zomer van 1943 waren er over de hele breedte nauwelijks mensen die actief verzet pleegden. Daarna namen er méér mensen aan deel en tegelijk werd de druk om zich hechter te organiseren groter.
De repressie van de Joden was een belangrijke factor (alle Joden moesten zich vanaf januari 1941 laten registreren); de Jodendeportaties namen begin 1943 een grootschalige aanvang, terwijl reeds op zondag 2 augustus 1942 vele honderden tot het katholicisme bekeerde joden weggevoerd waren als wraak op het Herderlijk schrijven van 26 juli in hetzelfde jaar. Ook de maatregelen om Nederlanders in Duitsland voor de oorlogsindustrie te laten werken werden sterk opgevoerd. Tevens werden oud-militairen onder druk van de actuele oorlogsgebeurtenissen aan het oostfront in krijgsgevangenschap teruggevoerd.
Al deze maatregelen tezamen zorgden voor een enorme toename van het aantal onderduikers die hulp nodig hadden. De LO en LKP begonnen zich landelijk te organiseren. Van nu af kwam ook méér contact tot stand met de Nederlandse regering in Londen.
De laatste verzetsfase trad in na de landing in Normandië en met name na de bevrijding van Zuid-Nederland. De bestaande verzetsgroepen, met name de LKP, de OD en de Raad van Verzet werden nu gebundeld in de paramilitaire Binnenlandse Strijdkrachten onder leiding van Prins Bernhard. Zij kregen onder meer opdracht de spoorwegen te saboteren ten dienste van de oprukkende Geallieerden.

## Acties
Acties van het verzet bestonden vóór 1943 vooral uit het onderbrengen en verzorgen van onderduikers plus in mindere mate sabotage. Er werden in hoog tempo steeds meer vervalsingen gemaakt van bonkaarten en persoonsbewijzen, geleidelijk aan steeds gecoördineerder (zie onder meer Gerrit van der Veen). Na 1943 ging dit op nog grotere schaal door, gekoppeld aan overvallen op bonnenbureaus en gemeentehuizen om aan persoonsbewijzen te komen. Het verzet bestond toen verder uit het hinderen van de vijand op diverse manieren, zoals het saboteren van verbindingen en telefoonlijnen, het opblazen van spoorlijnen, aanslagen op bevolkingsregisters, het onder water zetten van inundeerbaar gebied door het openzetten van sluizen en spionage.
Vooral in de laatste jaren van de oorlog waren bonkaarten onmisbaar omdat er zonder deze documenten geen voedsel te krijgen was. De LO organiseerde verder een landelijke 'beurs' voor het plaatsen van onderduikers en het verzamelen van adressen; de Knokploegen zorgden voor de papieren. Door de successen bij overvallen op kantoren waagde het gewapend verzet zich ook aan het bevrijden van gevangenen, zoals dominee Slomp (Frits de Zwerver).
Ook het opvangen van geallieerde piloten die boven bezet gebied waren neergeschoten en het doorsluizen van deze mannen naar de Pyreneeën of Zwitserland was belangrijk en gevaarlijk werk. Dit staat bekend als pilotenhulp, hoewel het behalve hulp aan neergeschoten piloten vooral ook hulp aan gevluchte krijgsgevangenen betrof.
De Illegale pers speelde gedurende de hele oorlog een voorname rol, evenals het inzamelen en doorsluizen van informatie. Na het verbod op radiobezit werden de illegale media nog belangrijker.
Relatief is er in geen land zoveel ondergedoken als in Nederland, en evenmin is er in een ander bezet land zoveel gestaakt. Stakingen in bedrijven waren een specifiek wapen van het communistisch verzet; de communisten organiseerden veel stakingen waar andersgezinden zich dan vaak bij aansloten. De omvangrijkste stakingen waren:
- de studentenstakingen van 1940
- de metaalstaking van februari 1941
- de Februaristaking van 1941
- de April-meistakingen van 1943
- de Spoorwegstaking van september 1944.

Van Luxemburg en Denemarken zijn stakingen bekend, waarbij in beide landen lange jaren het idee bestond, dat zij ieder voor zich de enigen in heel bezet Europa waren geweest die ooit staakten. In de Nederlandse literatuur gelden stakers echter niet zonder meer als verzetsmensen. Bij de eerste staking, van metaalarbeiders in Amsterdam-Noord op 17 februari 1941, ging het om de verplichte tewerkstelling (Arbeitseinsatz) in Duitsland. Er was ook al een staking geweest voor een hogere uitkering aan werklozen.
Opvallend is wel, dat grote groepen Duitse militairen in Nederland zich nooit bedreigd hebben gevoeld tijdens de oorlog, wat een indicatie kan zijn voor de omvang en werking van het gewapend of gewelddadig verzet, dat overigens zeker de eerste twee jaar van de oorlog niet over wapenvoorraden van enige omvang kon beschikken. Daarnaast bood het dichtbevolkte, platte Nederland weinig gelegenheid voor verzetsbewegingen van grotere omvang zoals die in Frankrijk (Maquis), Wit-Rusland (Bielski's), Joegoslavië en Griekenland (partizanen) voorkwamen. Een lichte uitzondering vormden groepen die zich ophielden in de Noordoostpolder (bijnaam 'Nederlands Onderduikers Paradijs'), bosrijk Oost-Nederland, waar het verzet zelfs tijdens de oorlog een krijgsgevangenkamp voor Duitse militairen had (kamp Bernhard) en de ontoegankelijke Biesbosch, waar ook korte tijd Duitse krijgsgevangenen werden vastgehouden door het verzet.

### Liquidaties door het verzet
De eerste liquidaties door leden van het verzet op Duitse militairen en collaborateurs vonden in 1941 plaats. Het aantal liquidaties nam met name in de laatste twee oorlogsjaren fors toe. In algemene zin was er een zekere terughoudendheid binnen het verzet met betrekking tot het uitvoeren van liquidaties vanwege eventuele represaillemaatregelen door de Duitsers. Zo werden er 117 mensen geëxecuteerd na de mislukte aanslag op Hanns Rauter, de hoogste SS-officier in Nederland. Bekender is wellicht nog de Razzia van Putten. Na een aanslag door het verzet waarbij een Duitse officier het leven verloor werd bijna de gehele mannelijke bevolking van het Gelderse dorp Putten weggevoerd. 552 van hen overleefden de oorlog niet. Ondanks die terughoudendheid zijn er genoeg voorbeelden bekend van liquidaties waarbij verzetsleden op individuele basis of binnen een klein groepsverband overgingen tot liquidaties. Zeker in het laatste oorlogsjaar trokken veel knokploegen zich weinig aan van de richtlijnen die uitgingen van de landelijke top van de Binnenlandse Strijdkrachten. Meestal droegen zij niet bij aan het beoogde doel: het redden van mensenlevens. Zelfs na de bevrijding vonden er meerdere moorden plaats door leden van het verzet.
Het aantal liquidaties door het verzet werd door Jack Kooistra op minimaal ruim zeshonderd geschat. Samen met Albert Oosthoek publiceerde deze journalist het boek Recht op wraak, met daarin een overzicht van alle bekende liquidaties door het verzet.
Een aparte categorie vormt de groep - meestal Joodse - onderduikers die door het verzet om het leven zijn gebracht. Daarvan zijn ruim twintig gevallen bekend. Meestal werd besloten om hen te doden omdat zij een gevaar vormden voor hun omgeving. Soms konden zij niet goed omgaan met het leven in de onderduik en dreigden naar de bezetter te stappen. Omdat zij vaak over veel gevoelige informatie beschikten was de enige optie om hen te doden. Ook zijn er voorbeelden bekend dat een onderduiker - al dan niet terecht - werd aangezien voor een verrader, waarna besloten werd tot liquidatie.

## Tegenmaatregelen
De Duitsers beschikten over een goed georganiseerd apparaat om verzet de kop in te drukken. Met name de Sicherheitsdienst (SD) was bijzonder efficiënt en dientengevolge gevreesd. Er kon voorts een beroep worden gedaan op de Grüne Polizei en de Wehrmacht. Daarbij werden bijvoorbeeld soms ook kopstukken zoals tante Riek van de LO gearresteerd.
Onder de eigen bevolking waren er mensen die de Duitse bezetter steunden. Sommigen drongen in opdracht van de Sicherheitsdienst het verzet binnen om vervolgens de verzetsstrijders aan de bezetter te verraden. Na de oorlog werden velen van hen dan ook als landverraders beschouwd en een aantal van hen is terechtgesteld. Velen daarvan (niet allen) waren lid van de Nationaal-Socialistische Beweging (NSB)
Het verzet kende eveneens dubbelspionnen: naar buiten toe NSB, in werkelijkheid verzet. Het was vaak allerminst duidelijk wie er 'goed' of 'fout' was. Zelfs bij de politie (traditioneel gezagsgetrouw) waren de verhoudingen niet helder. Er waren 'dienstkloppers', maar ook velen die een oogje toeknepen; sommigen waren lid van de NSB maar anderen namen actief deel aan het verzet.
Veel onschuldige burgers werden het slachtoffer van Duitse tegenacties. Een berucht voorbeeld is de razzia in het dorp Putten op de Veluwe. Daar zijn alle personen van het mannelijke geslacht weggevoerd en velen vermoord nadat een auto van de Wehrmacht tussen Putten en Nijkerk was beschoten. Een ander voorbeeld is de wraak voor de 'toevalsaanslag' van het verzet op SS- und Polizeiführer Rauter. Er werden 116 personen gefusilleerd bij de plek van de aanslag. Enige malen zijn ook preventief gijzelaars genomen; een aantal van hen is terechtgesteld.
De intensiteit van de Duitse tegenacties nam toe naarmate de verzetsdaden toenamen. Vanaf augustus 1944 vond een radicalisering plaats van Duitse onderdrukking en Nederlands verzet, waarbij fusillades als represaillemaatregel steeds vaker voorkwamen. Zo zijn aan het Rademakersbroek in Varsseveld op 2 maart 1945 46 zogenoemde Todeskandidaten doodgeschoten en in Rotterdam op 12 maart 1945 20 mannen bij het Hofplein (Rotterdam Centrum) en vervolgens 20 mannen bij de Pleinweg (Rotterdam Zuid) doodgeschoten, waaronder drie agenten. Op 3 april werden bij de Oostzeedijk nog eens 20 man gefusilleerd. Tegen het einde en direct na de oorlog bleek dat in de Rotterdamse executiepelotons soms ook Nederlanders, die in dienst waren getreden van de Ordnungspolizei, werden ingedeeld. In totaal betreft dit waarschijnlijk 8 man, die aan één of meer executies deelnamen.
De executies gingen door tot het einde van de oorlog. Zo werd Hannie Schaft (het meisje met het rode haar) nog op 17 april 1945 in de duinen bij Bloemendaal geëxecuteerd.

## Betekenis
Het Duitse bezettingsapparaat beantwoordde het verzet met harde repressie, vaak ook tegen onschuldige of symbolische slachtoffers bij wijze van afschrikking.
De Wehrmacht had militaire rechtbanken, die veel verzetsstrijders hebben veroordeeld en terechtgesteld wegens sabotage. De Sicherheitsdienst stond onder rechtstreeks bevel van Heinrich Himmler en had geen rechtspraak nodig. Een nog veel groter aantal werd daarom zonder proces naar Duitse concentratiekampen weggevoerd.
Voor burgers in Nederland was vermoedelijk de voornaamste betekenis van gewapend verzet dat de bevolking een hart onder de riem werd gestoken. Het meeste gewapende verzetswerk was bij de Nederlandse regering in Londen niet eens bekend; omgekeerd kon de regering geen leiding geven aan wat er in Nederland gebeurde. Pas na de bevrijding van Zuid-Nederland veranderde dat. Spionage liep maar al te vaak mis (zie het Englandspiel). Sabotage was een druppel op een gloeiende plaat en werd, evenals liquidatie van tegenstanders, beantwoord met genadeloze represailles.
De hulp aan onderduikers bood honderdduizenden uitkomst, en hinderde bovendien de Duitse oorlogsindustrie door de velen die arbeidsdienst en de dwangarbeid via de Arbeitseinsatz ontdoken. De grondige Duitse administratie werd, geleidelijk aan, meer en meer ontwricht. Breed gedragen stakingen waren voor de nazi's een signaal dat zij niet hoefden te rekenen op steun voor hun 'Nieuwe Orde'.

## Belangrijke gebeurtenissen
- Delftse studentenstaking en de Leidse studentenstaking uit november 1940
- Februaristaking 25 februari 1941
- April-meistaking 1943
- Tilburgse zegeltjeskraak, 25 januari 1944
- Razzia van Putten 1 oktober 1944
- Spoorwegstaking na 17 september 1944
- Overval op het Huis van Bewaring (Leeuwarden) 8 december 1944
- Tien van Renesse 10 december 1944

## Bekende Nederlandse verzetsstrijders
| |  |
| De open brief waarin aan de leden van de G.O.I.W (Gemeenschap van Oud Illegale Werkers), afdeling Groningen, de ontbinding van de organisatie op 31 december 1946 wordt aangekondigd |  |

A
- Bastiaan Jan Ader
- Aart Alblas
- Anton Abbenbroek
- Teunis Abbenbroek
- Joop Abbink
- Piet Alberts
- Willem Arondéus
- Pierre Louis d'Aulnis de Bourouill

B
- Gerhard Badrian
- Floris Bakels (1915-2000)
- Sjoerd Bakker
- Friedl Baruch
- Henny van Batenburg-Jansen
- Menke Koos van der Beek
- Sytze Roelof Beinema
- Frieda Belinfante
- Karel Clemens van Berckel
- Jan Willem Berix
- Jet Berdenis van Berlekom
- Ko Beuzemaker
- Iman Marinus van der Bijl
- Ludo Bleys
- Ina Boekbinder
- Pim Boellaard
- Zus Boerma-Derksen
- Sjaak Boezeman
- Gideon Willem Boissevain
- Jan Karel Boissevain
- Corrie ten Boom
- Willem Maarten Boot
- Iman Jacob van den Bosch
- Zwaantje Bosman
- Arie Bastiaan van Brakel
- Walter Brandligt
- Titus Brandsma
- Krijn Breur en Aat Breur-Hibma
- Jan van Bijnen

C
- Simon Carmiggelt
- Loek Caspers
- Maarten Cieremans
- Sjeng Coenen

D
- Gerrit Frederik Dalenoord
- Henk Das
- Jan Dieters
- Pop Dijkema
- Theo Dobbe
- Sally Dormits
- Arnold Douwes
- Kees Dutilh

E
- Esmée van Eeghen
- Wim Eggink
- Samuel Esmeijer
- Femy Efftink
- Jeanne Dientje Woerdeman-Evenhuis

F
- Marius Flothuis
- Henny Fokkens
- Joke Folmer
- Joep Francotte
- Leo Frijda

G
- Gijsberta van Garderen
- Jos Gemmeke
- Rien van Gent
- Miep Gies
- Daan Goulooze
- Sietje Gravendaal-Tammens
- Ad Groenendijk
- Saul (Paul) de Groot
- Willemijn van Gurp

H
- Gijs van Haaften
- Suzy van Hall
- Walraven van Hall
- Lodo van Hamel
- Annie van Harten
- Erik Hazelhoff Roelfzema ('Soldaat van Oranje')
- Kiky Heinsius
- Rudi Hemmes
- Jan Herder
- Erika Heymann
- Cornelis Pieter van den Hoek
- Adrian Hoekstra
- Jan van Hoof
- Johannes ter Horst
- Johan van Hulst
- Peter van den Hurk

I
- Bernard IJzerdraat

J
- Lou Jansen
- Dames Jolink
- Johannes de Jong kardinaal
- Joost Pieter Jonker
- Leendert Marie Jonker
- Ab Jüdell

K
- Diny Kagei-Clercx
- Gerrit Willem Kastein
- Joseph Kentgens
- Anda Kerkhoven
- Jan Ket
- Trijntje van Keulen
- Dick Kleisen
- Gerrit Kleisen
- Jan Klingen en zoon Broeder Joseph Albertus F.S.C.
- Jan Kloos
- Diet Kloos-Barendregt
- Marcus Pieter Machiel van der Klooster
- Tjerk Kloostra
- Hebe Kohlbrugge
- Tim Kolff
- Anton de Kom
- Jan Koopmans
- Anton Kortlandt
- Nino Kotting
- Helena Kuipers-Rietberg

L
- Albert Ferdinand Lancker
- Willem van Lanschot
- Cornelis Lazonder
- Philip de Leeuw
- Willem Lengton
- Max Léons
- Trui van Lier
- Truus van Lier
- Nel Lind
- Geke Linker
- Geert Lubberhuizen

M
- Anne Maclaine Pont
- George Maduro
- Elsie Maréchal
- Rut Matthijsen
- Nel Meijer
- Piet Meerburg
- Ted Meines
- Jan Meulenbelt
- Frits Meulenkamp
- Selma Meyer
- Henk Michel
- Klaas van Middelkoop
- Tiny Mulder
- Max Meijer

N
- Richard Navest
- Frederik Nieuwenhuijsen
- Martien Nijgh

O
- Piet Oberman, schuilnaam 'Piet Kramer'
- Jet van Oijen
- Gusta Olivier-Vonk
- Allard Oosterhuis, codenaam 'Zwaantje'
- Adriaan Oskamp
- Johannis Oudkerk
- Leonie Overgoor
- Freddie Oversteegen
- Truus Oversteegen

P
- Adriaan Martijn Padmos
- Leen Papo
- Jaap Penraat
- Selma van de Perre
- Toon Pille
- Jan Poort
- Willem Poorterman
- Pam Pooters
- Annie Post
- De gebroeders Marinus en Johannes Post
- Jan Postma
- Klaas Postma
- Reina Prinsen Geerligs
- Jaap van Proosdij
- Mientje Proost
- Coba Pulskens

R
- H.M. van Randwijk
- Gerard Reeskamp
- Pater Robert Regout S.J.
- Aart Roelofsen
- Mina Roelofsen
- Jan de Rooy
- Piet Roubos
- Jet Roosenburg
- Theo Ruiter
- Kees Ruizendaal
- Frits Ruys
- Willem Ruys

S
- Adeline Salomé-Finkelstein
- Hannie Schaft ('het meisje met het rode haar')
- Kees Schalker
- Liepke Scheepstra
- Volie Schermer-De Jong
- Geert Schoonman
- Pieter Jacob Six
- Frits Slomp, bijgenaamd Frits de Zwerver
- Mathieu Smedts
- Joukje Smits
- Henk Sneevliet
- Gisela Söhnlein
- Albert van Spijker
- Mieke Steensma
- Han Stijkel
- Puck Stoffels
- Bram van der Stok (piloot van Oranje)
- Cary Stomp
- Ankie Stork
- Jan van Straelen
- Walter Süskind

T
- Meinarda van Terwisga
- Jan Thijssen
- Hetty van der Togt
- Jacoba van Tongeren
- Arie den Toom

V
- Mary Vaders
- Gerrit van der Veen
- Jakob Henderikus van der Veen
- Alfred Veerman
- Jan Andreas Verhoeff
- Jan Verleun
- Jan Verschure
- Cornelia Johanna van den Berg-van der Vlis
- Hanna van de Voort
- Koos Vorrink
- Toby Vos
- Hetty Voûte
- Feitze de Vries
- Henri Vroom

W
- Annie de Waard
- Gerben Wagenaar
- Paulus van Wandelen
- Jean Weidner
- Joop Westerweel
- Annie Westland
- Stuuf Wiardi Beckman
- Tineke Wibaut-Guilonard
- Miep Wielenga-Quelle
- Truus Wijsmuller-Meijer
- Oncko Wttewaall van Stoetwegen
- Hendrik Jan Wikkerink, bijgenaamd Ome Jan

Y
- Kek Yzerdraat

Z
- Johannes van Zanten
- Cees van Zweeden
- Nanne Zwiep

## Organisaties

### Onderduikorganisaties

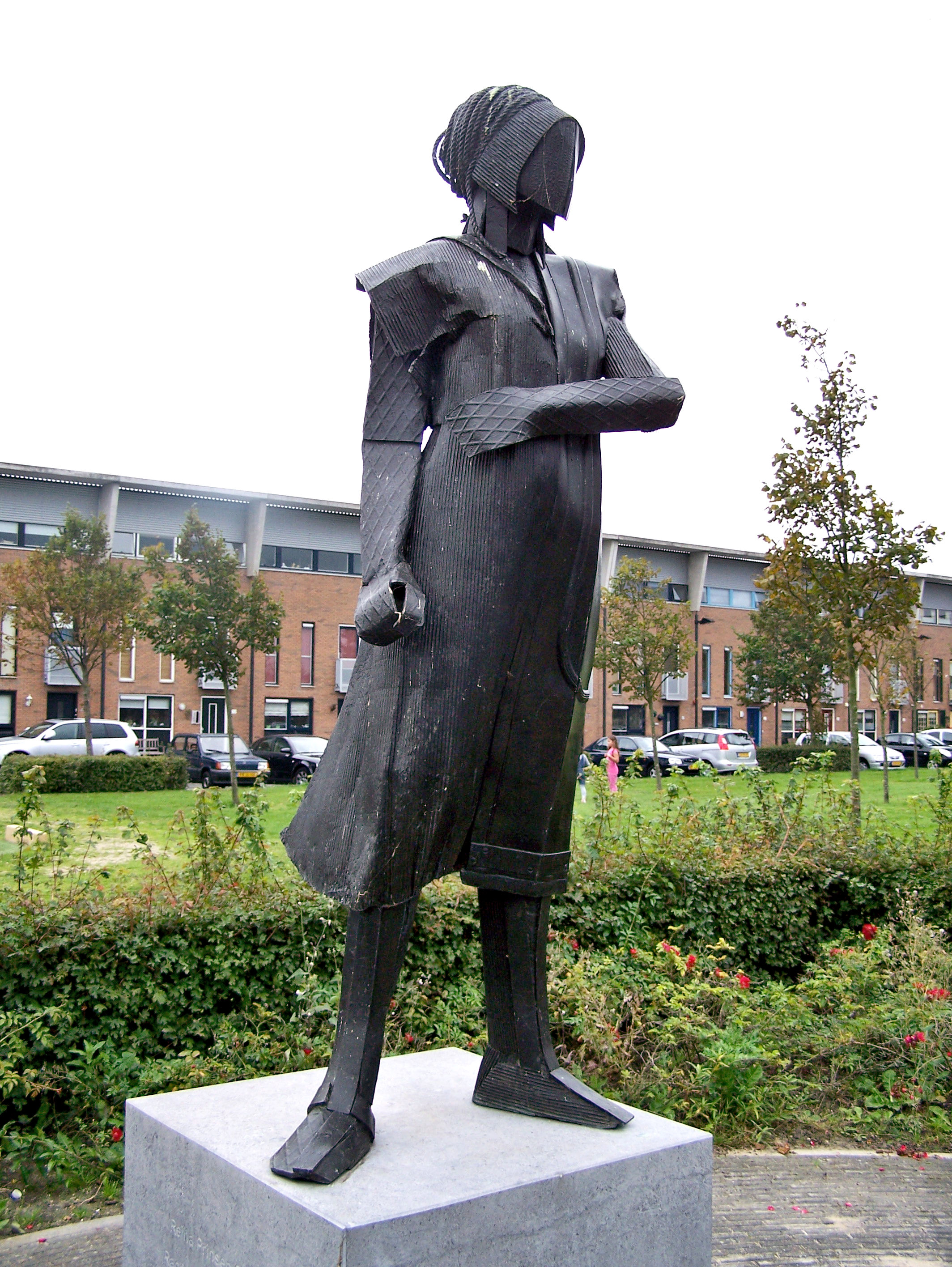
Heerhugowaard: Vrouwen uit het verzet van Elly Baltus. Op de sokkel staat een gedicht van Jan Campert.

Het belang van onderduiken werd vooral duidelijk na enkele maatregelen van de Duitsers, vooral tussen eind 1942 en begin 1943, toen de Duitse repressie zich zichtbaar en merkbaar verhardde. Het gaat vooral om:
1. versterkte repressie tegen de Joden
2. de verplichte loyaliteitsverklaring voor studenten, waardoor duizenden van hen onderdoken en in het studentenverzet terechtkwamen, vaak actief bij hulp aan onderduikers
3. nieuwe Duitse maatregelen voor de arbeidsinzet
4. poging tot terugvoering van Nederlandse militairen in krijgsgevangenschap
5. de toename van gewapend verzet (knokploegen) tegen de Duitsers, waarbij de deelnemers vrijwel altijd ondergedoken leefden.

Met name het laatste punt leidde tot april-meistakingen van 1943. De Landelijke Organisatie voor Hulp aan Onderduikers (LO) ontstond en werd vooral georganiseerd door mevrouw Helena Kuipers-Rietberg ('tante Riek') en dominee Frits Slomp ("Frits de Zwerver" en breidde zich snel uit tot een organisatie met regionale en plaatselijke vertakkingen. De Landelijke Knokploegen (LOKP of kortweg KP) ontstonden al gauw uit de LO en vormden de militante tak daarvan, die moesten zorgen voor de onmisbare zaken als de voedselbonnen, die vaak door overvallen buit werden gemaakt. In september 1944 bereikte de organisatie haar hoogtepunt, toen door de Spoorwegstaking een totaal van ruim 300.000 onderduikers werd bereikt - een voor bezet Europa unieke situatie. Naar schatting waren hierbij betrokken, als onderduikgevers en als verzorgers, een minstens zo grote groep mensen.
Organisaties:
- Landelijke Organisatie voor Hulp aan Onderduikers (LO)
- Limburgse Onderduikorganisatie (eveneens LO of Roomse LO, die zich later bij de landelijke LO aansloot)
- Amsterdamse Studenten Groep
- Utrechts Kindercomité van Piet Meerburg
- NV, gespecialiseerd in Joodse kinderen, in samenwerking met het Utrechts kindercomité
- Trouwgroep
- Raad van Verzet

#### Plaatsen
Bij de onderduik sprong naderhand vooral het dorp Aalten in het oog, onder leiding van Ome Jan, omdat daar 2500 onderduikers verbleven - op ong. 10.000 inwoners een record in Nederland. Ook de Noordoostpolder gold als geschikt en veilig, en verwierf de bijnaam 'Nederlanders Onderduik Paradijs'. In Limburg kwamen vele honderden Joodse kinderen, onder meer uit de Hollandsche Schouwburg, terecht, evenals in Overijssel en Friesland. In de kleinere plaatsen in Noord-Holland, met name in West-Friesland, zaten ook betrekkelijk veel onderduikers. In de ondoordringbare Biesbosch verbleven eveneens grote aantallen onderduikers, evenals in de Peel, toen nauwelijks bevolkt.

#### Onderduikuitvoerders
Een van later de bekendste onderduikgevers was boer Hannis Bogaard uit Hoofddorp, die met zijn gezin in 1943 maar liefst 70 Joodse onderduikers huisvestte, gesnapt werd en zijn leven verloor in het concentratiekamp Sachsenhausen, terwijl twee van zijn zonen eveneens hun leven verloren.
Belangrijke figuren bij het redden van Joodse kinderen via de onderduik waren:
- Walter Süskind, de beheerder van de Hollandsche Schouwburg en zijn assistent Felix Halverstad die een systeem opzetten om Joodse kinderen te laten ontsnappen en te laten onderduiken
- Henriëtte Pimentel, directrice van de kindercrèche aan de overkant van de Hollandsche Schouwburg
- Piet Meerburg en het Utrechts Kindercomité, met onder meer Hetty Voûte en Geertjan Lubberhuizen
- Miep Gies, de vrouw die samen met haar man Jan de familie Frank met hun dochter Anne Frank verzorgde
- Corrie ten Boom, de Haarlemse die met haar vader en andere familieleden onderduikers opnam en hielp

### Knokploegen
Het begrip Knokploeg was in eerst instantie bij de politie en de Sicherheitsdienst onbekend. De eerste keer dat ze het begrip tegenkwamen, was in de papieren die ze op 17 oktober 1942 bij een huiszoeking vonden bij Sally Dormits, de leider van een grote zeer militante joods-communistische verzetsgroep in Rotterdam genaamd Nederlandse Volksmilitie (NVM).
De Landelijke Knokploegen waren een tak van de Landelijke Onderduikorganisaties, hoewel ze onafhankelijk zijn ontstaan.
De onderduikorganisaties hadden dringend behoefte aan distributiebonnen, persoonsbewijzen en dergelijke, om hun protegés te beschermen. De Knokploegen zorgden hiervoor door overvallen ('kraken') op distributiekantoren, GAB's en bevolkingsregisters. Bekend zijn bijvoorbeeld de Tilburgse zegeltjeskraak (buit: 105.000 Rauterzegels en 7000 blanco persoonsbewijzen) in januari 1944, de overval op drukkerij Hoitsema in Groningen (buit: 131.000 bonkaarten), de bevrijding van gevangenen uit de huizen van bewaring in Arnhem, Assen en Leeuwarden en de overval op het distributiekantoor van Joure door de Groep-Dobbe.
Mettertijd werden de Knokploegen ook bekend door overvallen op gevangenissen om medestrijders te bevrijden (zie bijvoorbeeld de Overval op het Huis van Bewaring Amsterdam op 15 juli 1944) en liquidaties van verraders.
Medio 1944 ontstond op initiatief van de KP-Aalten een verzetsgroep van circa 40 man in de onbewoonde boerderij "De Bark". Vanwege de toenemende jacht van de Duitse bezetter op jonge mannen voor de Arbeitseinsatz wilden er meer onderduiken. Na D-day gaf de leiding van ex-militairen hen een disciplinaire opleiding en een training in wapengebruik om de verwachte geallieerde bevrijders bij te kunnen staan.  
De landelijke coördinatie was in handen van Leendert Valstar, Izaak van der Horst, Hilbert van Dijk en Liepke Scheepstra; ook Johannes Post en Theo Dobbe waren er enige tijd bij betrokken.
- Landelijke Knokploegen (LKP)

- Friese knokploegen
- Groningen: KP Remco van Reint Dijkema, KP Wim (Groningse kraak op 17 mei 1944 o.l.v. Reint Dijkema), PK.3 (o.a. Jan Wieringa)
- KP-Aalten
- KP-Amsterdam (Overval op het Huis van Bewaring I te Amsterdam (14-15 juli 1944))
- KP-Helden (Wiel Houwen)
- KP-Maas en Waal
- KP-Marinus Post
- KP-Meppel
- KP-Ommen (o.l.v. Jan Seigers)
- KP-Soest (Tilburgse zegeltjeskraak o.l.v. Johannes van Zanten)
- KP-Waterland
- KP-Twente (Johannes ter Horst, Geert Schoonman, o.m. betrokken bij de Overval op het Huis van Bewaring te Arnhem (11 juni 1944)
- KP-Zeeland
- KP-Zuid-Limburg
- Westlandse knokploeg (overval Delft)

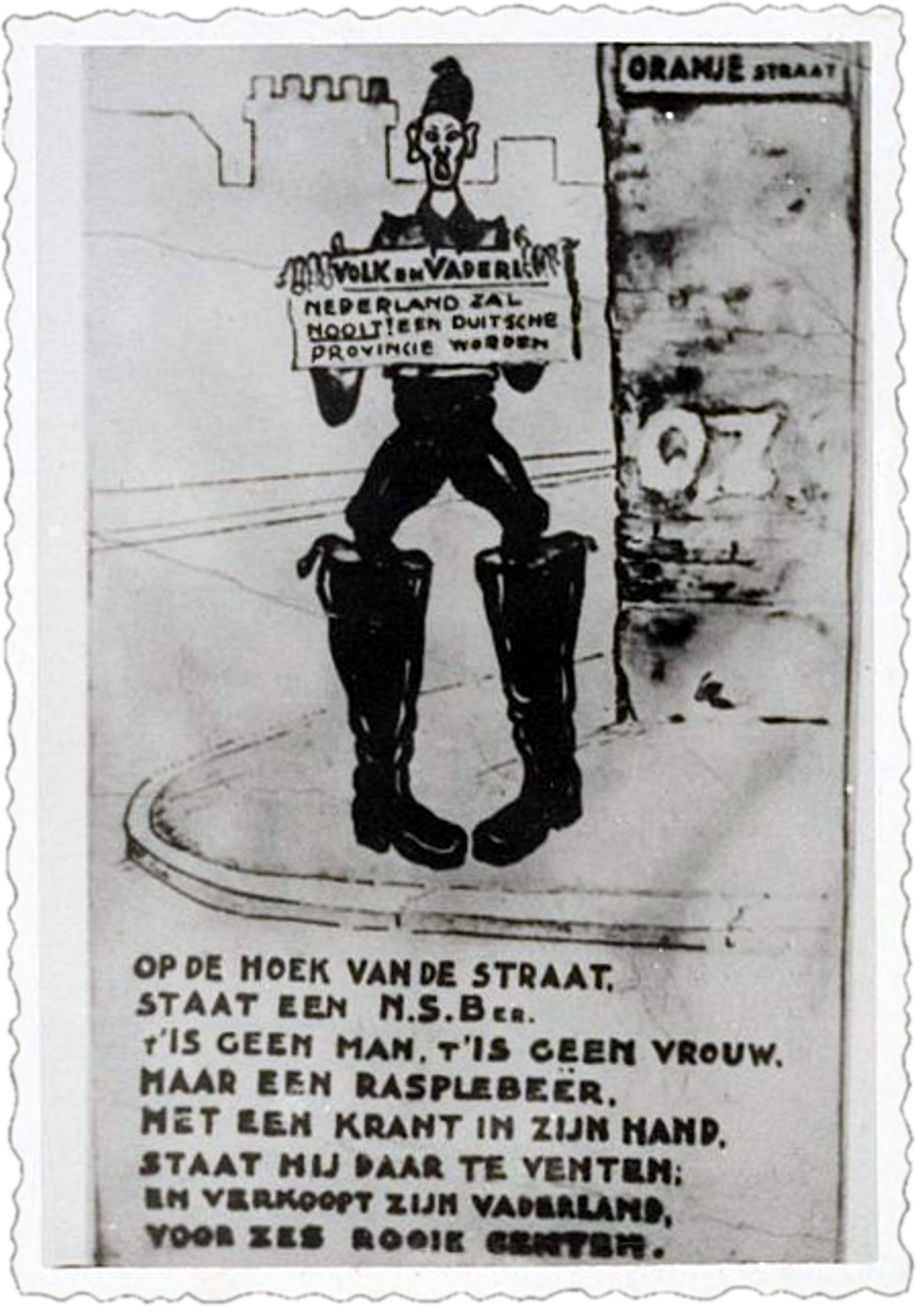
Anti-N.S.B. spotprent (1943). Deze werd in oplagen van vele duizenden door het hele land verspreid door het verzet.

### Andere organisaties
- CPN
- Dutch-Paris (NL-Be-FR)
- De Geuzen
- Groep André
- Marx-Lenin-Luxemburg-front
- De Vonk
- Oranjegarde
- Oranje Vrijbuiters
- Ordedienst
- Raad van Verzet
- Nomedos
- Binnenlandse Strijdkrachten
- PBC
- Nederlandse Volksmilitie
- CS-6
- Het Noorderlicht (krant)
- Het Zwarte Rode Kruis

## Illegale pers
Vrijwel onmiddellijk na de capitulatie ontstond in de bezetting de Illegale pers. Omdat de bestaande pers, het ANP voorop, werd gelijkgeschakeld, moesten bestaande kranten en radio-omroepen zich houden aan wat door de bezetter werd toegestaan.
Illegale kranten:
- Het Parool (juli 1940)
- Vrij Nederland (augustus 1940)
- De Vonk van de CPN (oktober 1940)
- De Waarheid (november 1940)
- Het Noorderlicht (november 1940)
- De Vonk van de ISB (januari 1941)
- Trouw (januari 1943).

## Koeriers en koeriersdiensten
Koeriers en koeriersters werkten in alle delen van het land en in alle geledingen. Veel grotere organisaties hadden hun eigen koeriersdiensten. Voor de illegale kranten was een distributieapparaat van levensbelang.
Twee bekende koeriersters waren Betty Trompetter, die samenwerkte met Johannes Post, en Joukje Smits, een van de eerste koeriersters van de LO.

## Fotografie en film
- De Ondergedoken Camera

## Kunstenaars
De kunstenaars kwamen in het geweer, toen voorbereidingen werden getroffen om een Nederlandse Kultuurkamer op te richten. Hierbij moet worden vermeld dat in de loop van 1941 Joden stukje bij beetje uit het artistieke leven werden geweerd. Vóór de instelling van de Kultuurkamer werd een comité gevormd uit alle disciplines om hiertegen te protesteren; de beeldhouwer Gerrit van der Veen was er lid van. Met name onder toneelkunstenaars was veel verzet tegen aanmelding; slechts 10 procent was bereid te tekenen. Hierop werden de directies van de grote gezelschappen onder zware druk gezet; een aantal mensen werd gearresteerd. Enkele gezelschappen - en verschillende orkesten - besloten hierop door te spelen. Voor de mensen die geweigerd hadden werd een geldelijk steunfonds in het leven geroepen.
Bij de individuele kunsten was het verzet tegen toetreding tot de Kultuurkamer minder algemeen, zij het dat schrijvers met andere inkomsten eerder geneigd waren hun beroep op te geven.
In de rest van de oorlog was van georganiseerd verzet in kunstenaarskringen geen sprake.
Grafisch kunstenaars, bijvoorbeeld Chris Lebeau (gearresteerd en omgekomen in Dachau) en Sixta Heddema, vervalsten documenten als verzetsdaad.

## Ambtenarenverzet
De bezetter voerde in 1943 de tweede distributiekaart in. Dergelijke kaart was enkel verkrijgbaar met een persoonsbewijs. Op deze manier hoopte men de onderduikers af te snijden van voedsel. In Leusden ontdekten enkele ambtenaren een vrij waterdicht systeem om valse persoonsbewijzen uit te reiken. Er werden verschillende methodes gebruikt: valse namen inschrijven in het bevolkingsregister en op die naam een persoonsbewijs uitreiken en de 'lijkjesmethode' waarbij overledenen administratief weer tot leven werden gewekt. Ook zocht men naar baby's die decennia ervoor waren overleden om op hun naam persoonsbewijzen uit te schrijven.
Medewerkers van deze 'TD-groep' reisden door het hele land andere ambtenaren te zoeken die wilden meewerken aan deze vorm van verzet. Vrijwel het enige risico situeerde zich bij de Rijksinspectie in Den Haag, maar ook daar werden ambtenaren gevonden die bereid waren medewerking te verlenen. Er was zo een vrijwel volmaakte methode ontstaan, zeker nadat deze centrale controle wegviel door een bombardement op het betrokken gebouw op 11 april 1944.

## Na de Tweede Wereldoorlog

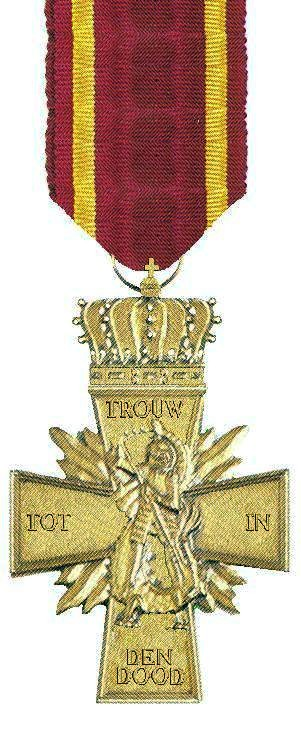
Het Verzetskruis

Na de bevrijding heeft het samenwerkende verzet niet de rol kunnen spelen die velen, onder wie met name Wilhelmina, er voor in gedachten hadden. Het verzet was niet eensgezind waar het politiek betreft en de 'oude' politieke structuren zoals de politieke partijen en de verzuilde maatschappelijke organisaties namen al snel hun oude plaats weer in. Een aantal verzetslieden nam politiek stelling, maar van de door Wilhelmina verwachte "nieuwe adel" van door strijd gelouterde verzetsmensen was geen sprake. In de eerste jaren had het verzet, middels de Nationale Federatieve Raad van het Voormalig Verzet Nederland (NFR/VVN), nog enige politieke invloed. Met name benoemingen van gezagsdragers en de zuivering van de maatschappelijke organisaties werden met het verzet besproken. Na de ambtsaanvaarding door Juliana taande de invloed van het verzet snel.
De toenemende ideologische tegenstellingen tussen het kapitalistische Westen en de socialistische Sovjet-unie, verdeelden het verzet zoals tijdens de oorlog al in Griekenland was gebleken.
De Nederlandse Regering heeft 94 belangrijke verzetslieden onderscheiden met het daartoe ingestelde Verzetskruis. Onder hen waren Johannes Post en Hannie Schaft. Ook de Militaire Willems-Orde was met het oog op verzetsdaden opengesteld voor burgers. Pas in 1980 werd een Verzetsherdenkingskruis ingesteld. Dat kon door betrokkenen of familieleden worden aangevraagd en werd toegekend op basis van slechts oppervlakkig gewogen verklaringen.
Nederlanders die tijdens de oorlog Britse en andere piloten uit het Britse Gemenebest en ontsnapte militairen in veiligheid brachten, werden vaak onderscheiden met de Britse Medaille van de Koning voor Moed tijdens het verdedigen van de Vrijheid. Voor minder gevaarlijke verzetsdaden stelde George VI de Medaille van de Koning voor Verdienste in het Belang van de Vrijheid in.